# L'Isle-d'Abeau
L'Isle-d'Abeau là một xã thuộc tỉnh Isère, Pháp. Xã có cự ly 30 km so với Lyon trong đồng bằng Dauphiné.
Sông Bourbre chảy theo hướng tây bắc qua xã và tạo thành ranh giới phía nam.

## Dân số
| Năm    | 1968 | 1975 | 1982 | 1990 | 1999  | 2003  | 2006  |
| ------ | ---- | ---- | ---- | ---- | ----- | ----- | ----- |
| Dân số | 725  | 897  | 1290 | 5554 | 12034 | 13430 | 15397 |

## Kết nghĩa
- San Vicente del Raspeig (Alicante, Tây Ban Nha).